# Cyrtandra breviflora
Cyrtandra breviflora är en tvåhjärtbladig växtart som beskrevs av Margaret Clark Gillett. Cyrtandra breviflora ingår i släktet Cyrtandra och familjen Gesneriaceae. Inga underarter finns listade i Catalogue of Life.